# El-Aaiún-Bujur-al-Saqiyya al-Hamra
El-Aaiún-Bujur-al-Saqiyya al-Hamra (arabiska: العيون-بوجدور-الساقية الحمراء; spanska: El Aaiún-Bojador-Saguia el Hamra; franska: Laâyoune-Boujdour-Sakia El Hamra) var 1997–2015 en region som huvudsakligen kontrollerades av Marocko men till största delen tillhörde det omstridda området Västsahara. Det var endast tre kommuner i norra delen av provinsen Tarfaya som låg inom Marockos internationellt erkända gränser.
Enligt Marockos anspråk omfattade regionen 139 480 km². Delen som kontrollerades av Marocko hade 301 744 invånare vid den marockanska folkräkningen 2014. Endast 11 823 invånare av dessa bodde inom Marockos internationellt erkända gränser. Regionens administrativa huvudort var El-Aaiún.

## Administrativ indelning
Regionen var indelad i tre provinser:
- Bujur
- El-Aaiún
- Tarfaya

## Större städer
Invånarantal enligt folkräkningen 2014.
- El-Aaiún (217 732)
- Bujur (42 651)
- al-Marsa (17 917)